# Ulrich Zwingli
Ulrich Zwingli, također i Huldrych Zwingli, lat. Ulricus Zuinglius, (Wildhaus, St. Gallen, 1. siječnja 1484. – Kappel, 11. listopada 1531.), švicarski teolog i reformator.
Kada je došao u doticaj sa spisima Martina Luthera, odbacio je mnoge nauke Katoličke Crkve poput čistilišta, molitava mrtvim svetcima i transupstancijaciji. 
U listopadu 1531. pet katoličkih kantona je iznenadno napalo Zürich zato što je taj kanton prihvatio reformiranu vjeru, a među mnogim mučenicima koji su u toj bitci izgubili život nalazio se i Zwingli.

## Poveznice
- cvinglijanstvo